# Rascals (película)
Rascals es una película dirigida por David Dhawan y producida por Sanjay Dutt, Sanjay Ahluwalia and Vinay Choksey. La película es protagonizada por Sanjay Dutt, Ajay Devgn, Kangana Ranaut, Lisa Haydon y Arjun Rampal en los papeles principales, y es distribuida bajo Sanjay Dutt Productions. Fue presentada por Bharat Shah. La película se lanzó el 6 de octubre de 2011 y fue un fallo crítico y comercial.

## Elenco
- Sanjay Dutt como Chetan Chauhan (Chetu).
- Ajay Devgn como Bhagat Bhosle (Bhagu).
- Kangana Ranaut como Khushi.
- Arjun Rampal como Anthony Gonsalves.
- Lisa Haydon como Dolly.
- Chunky Pandey como Bhagat Bholabhai Chaganmal a.k.a BBC
- Hiten Paintal como Nano.
- Satish Kaushik como Padre Pascal.
- Mushtaq Khan como Usmaan.
- Bharti Achrekar como Rosy Gonsalves.
- Anil Dhawan como Inspector.